# Listă de formații mathcore
Aceasta este o listă de formații mathcore notabile.

## Lista
| Formația                    | Țara          | Înființare | Note                    |  |
| --------------------------- | ------------- | ---------- | ----------------------- |  |
| Benea Reach                 | Norvegia      | 2003       | [ 1 ] [ 2 ]             |  |
| Blood Has Been Shed         | Statele Unite | 1997       | [ 3 ]                   |  |
| Botch                       | Statele Unite | 1993       | [ 4 ] [ 5 ] [ 6 ] [ 7 ] |  |
| Car Bomb                    | Statele Unite | 2002       | [ 8 ]                   |  |
| Coalesce                    | Statele Unite | 1994       | [ 9 ]                   |  |
| Converge                    | Statele Unite | 1990       | [ 10 ]                  |  |
| Cthulhu Rise                | Ucraina       | 2007       |                         |  |
| Daughters                   | Statele Unite | 2001       | [ 11 ]                  |  |
| The Dillinger Escape Plan   | Statele Unite | 1997       | [ 12 ] [ 13 ]           |  |
| The End                     | Canada        | 1999       | [ 14 ]                  |  |
| Ion Dissonance              | Canada        | 2001       | [ 15 ]                  |  |
| Protest the Hero            | Canada        | 1999       | [ 16 ]                  |  |
| Psyopus                     | Statele Unite | 2002       | [ 17 ]                  |  |
| Rolo Tomassi                | UK            | 2005       | [ 18 ]                  |  |
| Shit Yourself Little Parrot | Spania        | 2010       |                         |  |
| Training for Utopia         | Statele Unite | 1996       | [ 19 ]                  |  |
| War from a Harlots Mouth    | Germany       | 2005       | [ 20 ]                  |  |
| The Sawtooth Grin           | Statele Unite | 1999       | [ 21 ]                  |  |
| In The Company of Men       | Islanda       | 2011       |                         |  |
| The Armed                   | Statele Unite | 2009       |                         |  |